# Leptasteron
Leptasteron – rodzaj pająków z rodziny lenikowatych.
Rodzaj i oba znane gatunki: P. platyconductor i P. vexillum opisały w 2001 roku Barbara Baehr i Rudy Jocqué, wyznaczając pierwszy z wymienionych gatunkiem typowym.
Pająki te osiągają 4,8–6,6 mm długości ciała. Ubarwienie karapaksu od jasnożółtego po ciemnobrązowe, natomiast owalna opistosoma ma barwę ciemnej sepii z 5 jasnymi kropkami. Karapaks najszerszy na wysokości bioder drugiej pary, w profilu płaski, wyposażony w 3 rzędy oczu, z których pierwszy tworzy tylko para przednio-środkowa, a trzeci tylko tylno-środkowa. Nadustek prosty do lekko cofniętego. Szczękoczułki bez ząbków. Położona przednio-środkowo scopula występuje na dość długich gnathocoxae. Stożeczek obecny tylko jako grupka szczecinek. Przednie kądziołki przędne stożkowate, zaś środkowe i tylne małe i ustawione w jednym rządku. Na goleniach nogogłaszczków samców obecna duża tylno-boczna wklęsłość, zaś cymbium jest płaskie i wydłużone. Duża apophysis tegularis distalis ma wywinięte krawędzie. Nasieniowód przechodzi przez tegulum podłużnie.
Oba gatunki są endemitami Australii.